# Marius Mason
Marius Mason, né le 26 janvier 1962, est un anarchiste américain.
Défenseur de la cause animale, en 2009, il a été condamné à 22 ans de prison à la suite d'actions de sabotage. Mason, membre du Front de libération de la Terre, a été notamment poursuivi pour une attaque en 1999 contre un bâtiment de l'Université d'État du Michigan, East Lansing, Michigan, qui a causé plus d'un million de dollars de dommages. Il entendait ainsi protester contre la recherche sur les organismes génétiquement modifiés (OGM) au profit de la multinationale agrochimique Monsanto. Son mari de l'époque, Frank Ambrose, lui aussi auteur des attaques, avait coopéré avec la police et a été condamné à une peine réduite (9 ans de prison). 
Ses soutiens affirment qu'il a subi une persécution politique dans le cadre du phénomène Green Scare. Ce dernier désigne la vague de répression subie par des activistes environnementaux dans les années 1990.  
En 2014, Marius a fait son coming out en tant qu'homme transgenre.